# The Critic (film, 1963)
Pour les articles homonymes, voir The Critic.
Pour plus de détails, voir Fiche technique et Distribution.
The Critic (« Le Critique ») est un court métrage d'animation américain réalisé et produit par Ernest Pintoff et écrit par Mel Brooks (qui est également le narrateur).
Sorti en 1963, il s'agit d'une parodie de l'art abstrait où l'on voit pendant quatre minutes un défilement de formes animées sur les commentaires d'un spectateur essayant de comprendre ce que cela signifie.
Il est récompensé de l'Oscar du meilleur court métrage d'animation en 1964,,.

## Inspiration et création
Le film aurait été inspiré par un incident réel. En 1962, Mel Brooks assiste à la projection d'un court métrage d'animation de Norman McLaren qui présente des images surréalistes et abstraites. Pendant la projection du film, Brooks entend un autre membre du public « marmonner dans sa moustache », un vieil immigré qui exprime sa déception face à l'absence d'intrigue narrative. Cela lui donne l'inspiration de créer un film à partir de cette expérience.
Brooks contacte alors  Ernest Pintoff, qui a de l'expérience dans la production d'œuvres d'animation telles que Flebus, et ils conviennent de créer un court métrage basé sur deux points : les visuels du film devront être dans un style similaire à celui de McLaren, et Brooks n'aura aucun droit de regard sur le contenu animé. Il a l'intention d'improviser son monologue. Pintoff et l'animateur Bob Heath achèvent les visuels comme convenu, puis Brooks regarde le résultat et improvise son monologue pour la bande sonore d'accompagnement. Il utilise un accent juif russe et tente de trouver les commentaires appropriées d'un vieil homme « essayant de deviner une intrigue dans ce labyrinthe d'abstractions ». Henry Jenkins souligne que les commentaires eux-mêmes appartiennent à un mode narratif reconnaissable, le courant de conscience.

## Contenu
Des formes géométriques abstraites simples se déplacent et se transforment sur l'écran au rythme de la musique de clavecin d'un des Suites françaises (BWV 816) de Jean-Sébastien Bach. On entend alors la voix d'un spectateur, qui prétend avoir 71 ans, et se plaint tout au long du film, même si d'autres spectateurs lui demandent à plusieurs reprises de se taire.
Les images à l'écran présentent des motifs géométriques. Le vieil homme « grincheux et désemparé » essaie de leur donner un sens et décrit ce qu'il voit à différents endroits, notamment un gribouillis, une clôture, un cafard. Il trouve que certaines images lui rappellent les cours de biologie de son enfance russe. Lorsque deux formes abstraites se rapprochent et s'unissent, il voit cela comme une séquence d’accouplement : « Ils s'aiment. Bien sûr. Regardez, ça fait des étincelles. Deux choses amoureuses ! [...] Cela pourrait-il être la vie sexuelle de deux choses ?  ».
Lorsque la scène passe de « l'accouplement » à d'autres images abstraites, le vieil homme s'ennuie. Il proclame que les images doivent être symboliques, puis ajoute qu'elles symbolisent un grand bazar.
Il conclut finalement que certaines images, représentant des lèvres, sont « sales » et obscènes,,. Il admet à un moment donné qu'il cherchait un « film français chaud », dont il espérait qu'il y aurait de la nudité . Le dénouement est que le vieil homme se trouve dans la mauvaise salle de cinéma, probablement dans celle qui projette des films d'art et essai.
Il se demande aussi pourquoi le créateur du film a perdu son temps avec ça et souligne qu'il pourrait plutôt faire quelque chose d'utile, comme conduire un camion, ou faire quelque chose de constructif, comme fabriquer des chaussures.

## Analyse
Mel Brooks s'est fait connaître en tant qu'humoriste en interprétant le sketch 2000 Year Old Man en 1961. Dans celui-ci un « ancien gentleman juif » a une voix et une manière de parler caractéristiques, une voix décousue « rauque », « graveleuse », avec un accent yiddish. Pour le public américain, l'accent implique une origine étrangère, juif allemand ou européen de l'Est. Dans The Critic, Brooks sert de narrateur. Il reprend essentiellement son rôle de l'homme de 2000 ans 2000 Year Old Man avec des variations mineures. Le ton de la voix est « légèrement plus grave », le style de dialogue du rôle original est remplacé par un monologue fragmenté. Mais autrement, il y a peu de choses qui distinguent les deux rôles.
Brooks exprime un personnage qui est entendu mais pas vu à l'écran. Il est anonyme, identifié uniquement comme un vieil homme russe. Le personnage est dans une salle de cinéma qui projette le film dans un film. Il s'agit d'un film expérimental, produit du cinéma d'avant-garde. Visiblement peu familier et appréciant peu de tels films, le vieil homme livre des commentaires pleins d'esprit et insultants. Donald Weber (en) souligne qu'avec son bon sens « méprisant » le vieil homme démasque les prétentions de la critique d'art.
James Monaco (en) suggère que le film aborde les questions de critique cinématographique de manière humoristique. Lorsque le vieil homme se plaint des deux dollars qu'il a payés pour voir ce film sans valeur, il aborde deux sujets : qu'est-ce que le public du film gagne pour l'argent qu'il dépense pour un film et comment déterminer la « valeur cinématographique » d’un film. Monaco évoque les autres cinéphiles, qui semblent apprécier le film dans le film, ce qui implique qu'il y a des goûts subjectifs lorsqu'on aborde un film, et par conséquent que la « valeur cinématographique » est une question de points de vue relatifs.
Kevin Murphy (en) se souvient du film comme de son introduction au concept de riffing. Il décrit les images à l'écran comme une animation pop art abstraite, similaire à celles utilisées dans les cours d'art et à la télévision soi-disant éducative. Il décrit la bande originale comme une mélodie bourdonnante et indescriptible, qui rappelle quelque peu le Jazz et la pop baroque. Et au-dessus d’elle, la voix du vieil homme fournit des commentaires de style riff, exprimant ce que pensent les autres spectateurs. Il trouve que le film aborde un sujet clé de la réaction du public. Les spectateurs ont payé pour voir le travail d'un artiste et découvrent que ce travail est « horrible ». Alors pourquoi devrait-on s'attendre à ce qu'ils « s'assoient là, se taisent et acceptent ? ». Ils peuvent plutôt commencer à riffer, dans le but de rendre leur expérience cinématographique au moins « tolérable et amusante ».

## Sortie
Le film sort le 20 mai 1963, au Sutton Theatre de New York dans l'East Side, au côté d'une comédie britannique populaire, Heavens Above! (1963). Le court métrage d'animation reçoit des avis positives de la part des critiques de cinéma qui le voient comme une « parodie du film pseudo-artistique ». Des critiques positives apparaissent ainsi dans des journaux de premier plan tels que le New York Times et le New York Herald Tribune.

## Accueil
Le film remporte l'Oscar du meilleur court métrage d'animation en 1964 lors de la 36e cérémonie des Oscars,.
Il gagne également le BAFTA du meilleur film d'animation lors de la 17e cérémonie des British Academy Film Awards.
Il est aussi récompensé à un festival d'Allemagne de l'Ouest.